# Sebastiania schottiana
Sebastiania schottiana är en törelväxtart som först beskrevs av Johannes Müller Argoviensis, och fick sitt nu gällande namn av Johannes Müller Argoviensis. Sebastiania schottiana ingår i släktet Sebastiania och familjen törelväxter. Inga underarter finns listade i Catalogue of Life.